# Jeanne Modigliani
Jeanne Modigliani, nacida Giovanna Hébuterne (29 de noviembre de 1918, Niza - París, 27 de julio de 1984), fue una historiadora ítalo-francesa del arte judío y participante activa en la resistencia francesa. Hija de los pintores Amedeo Modigliani y Jeanne Hébuterne, es conocida principalmente por la investigación biográfica de su padre, Modigliani: el hombre y el mito, publicada en 1958.

## Biografía
Amedeo Modigliani, artista judío italiano radicado en París, falleció de meningitis tuberculosa el 24 de enero de 1920 y a los dos días su pareja, la artista francesa Jeanne Hébuterne entonces encinta de nueve meses, se suicidó arrojándose desde un quinto piso. Su primogénita, Jeanne, solo tenía catorce meses al momento del deceso. Los abuelos paternos se hicieron cargo de la pequeña en Italia, y más tarde la adoptó su tía, hermana de su padre.
Jeanne Modigliani se casó con el economista y periodista judío italiano Mario Cesare Silvio Levi. Posteriormente fue identificada y perseguida como judía por los fascistas, huyendo a París. Durante la Segunda Guerra Mundial, se sumó a la resistencia francesa. En esa época conoció a otro miembro de la Resistencia, Valdemar Nechtschein (alias Víctor Leduc, llamado «Valdi») y más tarde René Glodek. Con Valdi, quien también estaba casado, mantuvo una relación sentimental. Tuvieron dos hijas, Anne, nacida en 1946, y Laure, nacida en 1951. Finalmente, ambos se divorciaron de sus respectivos cónyuges y se casaron. Se divorciaron en 1980. 
Jeanne escribió una biografía de su padre Amedeo Modigliani en 1958, Modigliani, el hombre y el mito, traducida del italiano al inglés por Esther Rowland Clifford.
Tras una caída accidental que le provocó una hemorragia cerebral, murió en un hospital parisino en 1984. Según Charlette Beauvis, fue incinerada y las cenizas de Jeanne Modigliani se encuentran en el columbario del Cementerio del Père Lachaise (nicho n°21681).